# Per-Gunnar Hylén
Per-Gunnar Hylén (ibland kallad P.G. Hylén), född 10 maj 1960 i Hässelby, är en svensk skådespelare. Han fick sitt stora genombrott i och med en serie reklamfilmer för Oddset där en speakerröst sammanfattade hans misslyckanden med "starkt jobbat, PG".
Under 1990-talet spelade han den klumpige radiopolisen Kristiansson i Martin Beck-filmerna med Gösta Ekman i huvudrollen som Martin Beck. Han spelade även Skinhead-gangstern Mike i Sökarna och Sökarna 2.
Hylén var även programledare för frågesportprogrammet Super Rebus (som sändes 1995 på TV3) som gick ut på att två deltagare tävlade mot varandra och skulle gissa vad olika animationer på en skärm föreställde, oftast ordspråk eller ordlekar.

## Filmografi
- 1988 – Besökarna
- 1988 – Varuhuset (TV-serie)
- 1991 – Joker
- 1991 – "Harry Lund" lägger näsan i blöt!
- 1991 – Goltuppen (TV-serie)
- 1993 – Sökarna
- 1993 – Brandbilen som försvann
- 1993 – Roseanna
- 1993 – Polis polis potatismos
- 1994 – Rapport till himlen (TV-serie)
- 1994 – Rederiet (TV-serie)
- 1995 – Jönssonligans största kupp
- 1995 – Tre Kronor (TV-serie)
- 1995 – Super Rebus (TV-serie)
- 1995 – Petri tårar
- 2002 – Love Boogie
- 2005 – Made in Yugoslavia
- 2006 – Sökarna – Återkomsten
- 2006 – Legion
- 2007 – Leende guldbruna ögon (TV-serie)
- 2011 – The Stig-Helmer Story
- 2012 – Shoo bre